# Ceratopsyche conoidea
Ceratopsyche conoidea är en nattsländeart som beskrevs av Li och Tian 1990. Ceratopsyche conoidea ingår i släktet Ceratopsyche och familjen ryssjenattsländor. Inga underarter finns listade i Catalogue of Life.